# Joseph Pulitzer

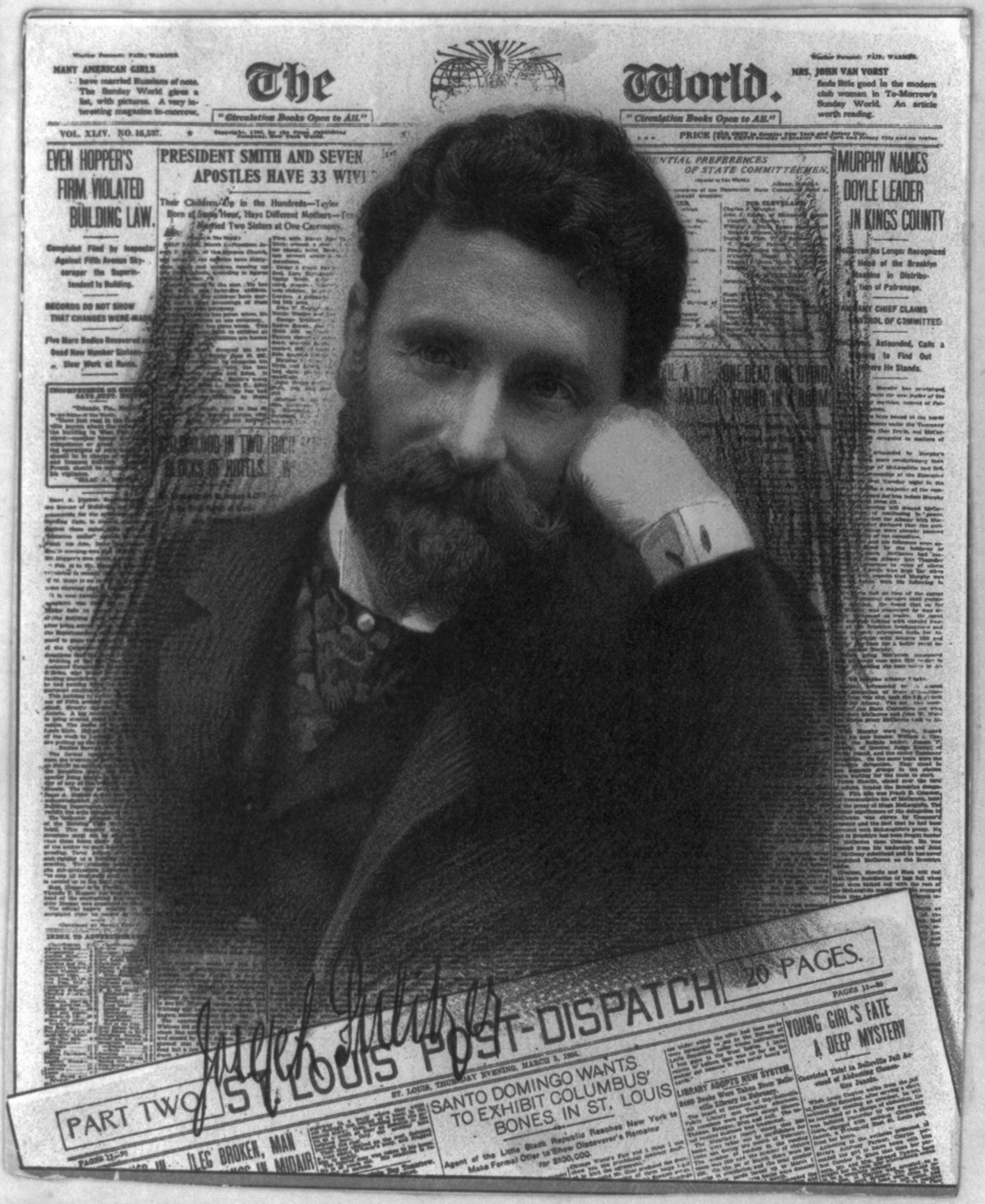
Joseph Pulitzer

Joseph Pulitzer (Makó, 10 april 1847 - Charleston, 29 oktober 1911) was een Oostenrijks-Hongaars-Amerikaans uitgever. Hij is tegenwoordig vooral bekend door de naar hem vernoemde Pulitzer-prijs. Samen met William Randolph Hearst heeft hij het 'Yellow Journalism' geïntroduceerd.
Pulitzer arriveerde als immigrant uit Oostenrijk-Hongarije in 1864 in de Verenigde Staten om deel te nemen aan de Amerikaanse Burgeroorlog. In 1883 kocht hij de Amerikaanse krant New York World op, die op dat moment met een sterk dalende oplage had te kampen. Pulitzer, die inmiddels blind was geworden, wist van de 'World' in een mum van tijd een verkoopssucces te maken. De grootste sleutel tot succes lag daarbij in de gerichtheid op sensatie, met de focus op misdaad en schandaal. 
Pulitzers grootste concurrent was William Randolph Hearst met de krant New York Journal. De concurrentiestrijd tussen Pulitzer en Hearst heeft geleid tot het zogenaamde 'Yellow Journalism'. Deze eerder pejoratieve term duidt op de rijkelijk gebruikte tekeningen (vooral cartoons) en de specifieke sensationele journalistieke stijl die toen werd gehanteerd. 
Pulitzer stierf in 1911 op zijn jacht in de haven van Charleston. Hij liet 3 zoons, 2 dochters en 18,5 miljoen dollar achter.